# Премія Гаусса
Пре́мія Га́усса (англ. Carl Friedrich Gauss Prize for Applications of Mathematics) — наукова нагорода за видатні досягнення у прикладній математиці, яку присуджують сумісно Міжнародний математичний союз і Німецьке математичне товариство один раз на 4 роки на Міжнародному конгресі математиків, вважається найвищою у своїй галузі. Нагорода отримала назву на честь німецького математика Карла Фрідріха Гаусса.
Премію (сумою 10000 євро) офіційно була засновано 30 квітня 2002 року, в день 225-ї річниці від дня народження Гаусса, на XXIV Міжнародному конгресі математиків (Пекін). Заявлена мета премії — заохочення математиків, які сприяють прогресу у нематематичних галузях, включаючи технології, бізнес і буденне життя. Вперше премію було вручено на наступному конгресі (2006 рік, Мадрид), першим її лауреатом став японський математик Іто Кійосі.

## Лауреати
- 2006:  Японія, Іто Кійосі[2][3]
- 2010:  Франція Ів Мейєр[4]
- 2014:  США, Стенлі Ошер[en][5]
- 2018:  США, Девід Лі Доного[6]
- 2022:  США, Елліот Ліб[7]